# 幻夢の時計
『幻夢の時計』（げんむのとけい、原題：英: The Clock of Dreams）は、イギリスのホラー小説家ブライアン・ラムレイによるホラー小説。クトゥルフ神話の1つ。長編シリーズ『タイタス・クロウ・サーガ』6部作の第3作。1975年に執筆され、2011年に邦訳刊行された。
第1作の財団で人類の科学を打ち出し、第2作でタイタスを異星人の科学力で超人化させたが、本作では路線が変わりヒロイック・ファンタジーの冒険活劇となる。
ハワード・フィリップス・ラヴクラフトのドリームランド作品の続きにあたり、ランドルフ・カーターやアタルなどの人物が引き続いて登場する。ラムレイは後にドリームランド作品を複数手がけているが、本作の時点ではまだオリジナル要素は薄い。ドリームランドが邪神群の侵略を受けている。
短編『ド・マリニーの掛け時計』に登場した大時計が、長編第2作にて旧神のタイムスペースマシーンであることが判明した。この時計はかつてエティエンヌ‐ローラン・ド・マリニーの所有物であったが、本作では彼の息子アンリが大時計を活用する。また過去作の短編『ダイラス＝リーンの災厄』がまるごと組みこまれている。
カバーイラストは鈴木康士。解説は古山裕樹。東雅夫は本シリーズについて解説している（地を穿つ魔）。
構成は、序、第一部4章、第二部4章、第三部4章、第四部7章、第五部6章、跋（おくがき）、用語集。

## 第一部
アンリは大時計を操縦し、旧神郷エリシア目指して飛行する。だが道中、旧神クタニドから通信が入り、タイタスとティアニアが地球の＜夢の国＞で危機に見舞われていると知らされる。クタニドさまは、アンリが本当にタイタスの信頼に値するほどの者なのかまだ認めておらず、タイタスとティアニアの2人を救出してくれば認めると述べる。クタニドはアンリの脳に＜夢の国＞の知識を授ける。邪神王クトゥルーの夢は異質すぎて、人間の夢を侵犯するのは難航しているようだが、時間と策を費やすことでじわじわと侵略しつつあるのだという。そして旧神もクトゥルー自身も、直接本人は＜夢の国＞には入れない。たとえエリシアから力ずくで入ったとしても、戻るときに敵勢力が追ってきたら侵犯されてしまうのだ。
夢の国には、クタニドとて遠隔視がおよばない箇所が3箇所ある。イレク＝ヴァド、セレファイス、そしてダイラス＝リーン。ダイラス＝リーンには邪悪なパワーが働いており、おそらく2人はそこに囚われている。クタニドさまはアンリに3つの指示を出す。①ウルタールの神官アタルから助言をもらえ。②邪神勢力に気を付けろ。象徴的存在（ナイアルラトホテップ）であっても、夢世界なら物質化しうる。③大時計と飛行マントを活用するのだ。
アンリは夢の国の入口におり、己の誤りに気づく。大時計に「夢の国まで送ってくれ」と命じたので、大時計内のゲートから身一つでワープで送り出されたのである。大時計は地球の上空に残留したまま。2人を救出しなければならないのに、自分まで夢をさまようことになってしまった。こうなってしまった以上は腹をくくるしかない。アンリは階段を降りて、門をくぐり、夢の国に降り立つ。続いて森を抜け、猫の町ウルタールに到着する。＜古のものの神殿＞で神官アタルに面会を求める。名乗ったところ、老アタルはアンリをあのド・マリニー侯の子息かと驚く。アタルは、2人はダイラス＝リーンに向かっていると言う。恐ろしいダイラス＝リーンについては、よく知っている者が1人だけいると言い、グラント・エンダビーなる人物を紹介する。アタルはアンリに秘薬を授ける。アンリは採石業を営むエンダビーのもとを訪問する。

## 第二部
4章構成。ダイラス＝リーンの町が邪神群に占領され、エンダビーによって封印されるまで。
短編集『黒の召喚者』に収録され、朝松健による訳がある。

### 第2部の登場人物
- グラント・エンダビー - 目覚めの世界から来た夢見人。語り手。
- ボ‐カレス - ダイラス＝リーンに住む石切工。
- リタ - ボ‐カレスの娘。
- アタル - ウルタールの老神官。

## 第三部
エンダビーは語り終えた。そして既にエンダビーの結界は破られてしまった可能性が高い。現に先ほど、アンリはクタニドの水晶球で、ダイラス＝リーンの広場に巨大紅玉が置かれている様子を目撃している。アンリはロープとナイフを調達し、夜に飛行マントで空からダイラス＝リーンに入ることにする。
巨大紅玉の台座のもとでは、タイタスとティアニアが縛り付けられ、3人の角族が見張りについていた。近々ナイアルラトホテップが尋問に来る手筈になっている。角族たちは2人を痛めつけようとするが、空から乱入してきたアンリによって殺される。2人は再会し、アンリとティアニアは初対面を果たす。タイタスは敵の三日月刀を1本拝借して武装する。2人は衰弱していたが、紅玉の毒気から離れると、タイタスは活力を取り戻す。だがすぐに脱走に気づかれ、角族たちは非常線を張る。また巨大夜鬼が現れティアニアをさらう。アンリは飛行マントをタイタスに譲り、後でウルタールで落ち合うことを約束する。
だがアンリは捕まり、20人ほどの角族に包囲される。敵の頭目はアンリの所持品を検分し、小瓶を見つけ、中身は何かを問う。アンリは「毒薬だ」「いや霊液だ」と虚実を織り交ぜ、駆け引きを繰り広げる。騙された敵は、アンリに薬を飲ませる。

## 第四部
タイタスは飛行マントで夜鬼を追跡する。夜が明け、海を渡り、オリアブ島へたどり着く。ングラネク山には夜鬼たちの巣窟がある。あと少しで降り立つというところで、突然飛行マントが消滅し、タイタスは墜落して気を失う。
薬の効果で、アンリは目を覚ました。場所は地球上空の時空往還機の中である。アンリは自分がマントを着ていることに気づき、つまりタイタスは今マントを着ていないと理解する。アンリは酒を呷り、無理やり眠る。
虜囚に逃げられ煩悶していた角族たちであったが、今度は紅玉の台座のところに、謎の箱状の物体が出現した。彼らは大時計というものを知らなかったが、未知の物を警戒し、焼き払うことにする。中にいるアンリが大時計を突撃させ紅玉を粉砕したところ、紅玉に封じられていた＜光を超ゆるもの＞が解放され、角族たちを喰い殺す。アンリは大時計で逃走を図るが、怪物は高速で追跡してくる。また怪物から発された精神波がアンリの脳を苛む。やつはアンリを殺して大時計を乗っ取り、中に潜んでの回復を目論んでいるようだ。アンリは時計からビームを発射し、怪物を倒す。アンリとタイタスの精神波がつながり、アンリは友のもとに向かう。
三位一体の怪物を倒したタイタスは、ついにティアニアのもとにたどり着くが、巨人と対峙する。そいつは元人間の夢見人であり、旧支配者の奴隷になり、改造されたのだと言う。そいつもまたタイタスを見て、普通の人間ではないことを察する。タイタスはナイアルラトホテップと話をさせろと迫る。アンリが追いつき、大時計のビームで巨人を倒す。

## 第五部
イレク＝ヴァドのカーター王と、続いてセラニアンのクラネス王に謁見する。都市には結界障壁が張られていたが、大時計の機能を応用することで次元を回り道し、都市内に入る。アンリが名乗ると、彼らはエティエンヌ侯の子息が来たことに驚く。王たちはタイタスたちに現在の状況を説明する。敵の目的は、邪神王クトゥルーの悪夢を人間の世界に投げ込み、恐怖と邪悪を蔓延させ、人類の見る全ての夢を侵犯することである。やつらは夢を征服したら、次は目覚めの世界に攻め込むだろう。夢の国側としては、2王をはじめとする諸侯が防衛線を率いている。クラネス王の飛行船団に、カーター王の歩兵団を搭乗させ、光線銃などの特殊兵器を搭載する。2王にとっては幸運なことに、アンリたちの活躍によりダイラス＝リーンを奪還することができた。
だが、タイタスとアンリの不在中に、エンダビー邸からティアニア姫とリタが誘拐される。急ぎ戻った2人に、角族が2人の女を連れて＜魔法の森＞に向かったという情報がもたらされる。そこは邪神群のアジト、クトゥルーの悪夢製造工場だ！　2人は現地へと赴き、人質の2人を見つけるも、角族どもに囲まれ窮地に陥る。だが空からセラニアンの船団が援護射撃を見舞い、角族たちを蹴散らす。さらに邪神群のアジトに攻撃を仕掛けたところ、ついに「暗黒のファラオ」ナイアルラトホテップが姿を現す。タイタスはナイアルラトホテップの洗脳をくらいかけるが、アンリによって救出される。大時計からはクタニドが顔を出し、ナイアルラトホテップと対峙する。クタニドの怒りの攻撃をくらい、ナイアルラトホテップを構成する邪神群の思念は霧散、クトゥルーは撤退した。

## 登場人物
タイタス・クロウ
主人公の一人。前作の出来事により超人となったため、アクションに長ける。肉体はエリシアで眠っているが、精神が夢に囚われているため、クタニドでも目覚めさせることができない状態にある。
アンリ‐ローラン・ド・マリニー
主人公の一人。父のことはあまり覚えていない。
クタニドからタイタスとティアニアの救出を打診され、夢の国へと赴く。2人を救出すればエリシアへの入国が許可される。いかにタイタスがアンリに信頼を寄せていようと、クタニド神にしてみれば、単なる1人の地球人でしかない。
一方で、エティエンヌ・ド・マリニーの息子であるということで、夢の国の住人たちからの期待は大きい。
- 時空往還機 - 大時計の形をしている。旧神の作ったタイムスペースマシーン。
- 飛行マント
- アタルの秘薬 - 夢から覚める薬。目覚めの世界から来た夢見人が飲むと、夢から目覚める。夢世界の住人が飲んでも夢から目覚めるが、それは死を意味する。

ティアニア
クタニドの姫。タイタスの恋人。タイタス同様に、夢の中で危機に陥っている。
クタニド
エリシアの旧神。タイタスとティアニアを救出するため、アンリを巻き込む。2人を救出すればエリシアへの入国を許可すると持ち掛ける。

### 夢の住人
- グランド・エンダビー - ウルタールの採石業者。目覚めの世界出身。妻と息子2人と娘がいる。2部の語り手。
- リタ - エンダビーの娘。父の昔の恋人と同名。アンリに想いを寄せる。
- ハテグ＝クラのアタル - <古のものの神殿>の老神官。かつてカーターやエンダビーに助言を与えた。
- ランドルフ・カーター - イレク＝ヴァドの王。伝説の夢見人であり、かつてナイアルラトホテップと敵対するも逃げおおせた。
- エティエンヌ‐ローラン・ド・マリニー - アンリの父であり、かつて大時計を所持していた。現在はイレク＝ヴァドの大侯にして、カーター王の首席助言者。深い眠りに落ちており、精神はさらなる夢に旅立っているため、不在中。
- クラネス - セレファイスの王。カーター王の盟友。対邪神のため、空中都市セラニアンで飛行船団100隻を準備中。
- 「わたし」 - 序と跋の語り手。目覚めの世界から来た夢見人。ウルタールの＜睡む千匹の猫＞亭で、タイタスとアンリの冒険譚を聞く。

### 敵勢力

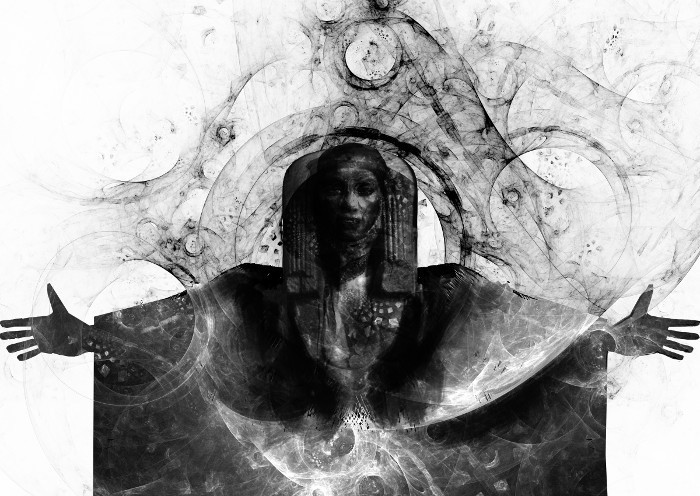
這い寄る混沌ナイアルラトホテップ。邪神群の思念の集合体。

角族
主要な敵勢力その1。もとは夢世界のユゴスに隣接する暗黒次元の民。レンからガレー船でやって来る。邪神群が夢の国を征服するための先兵として働いている。
食人族。浅黒い肌でターバン姿の商人たち。ターバンの下に2本の短い角を隠している。本作中では頭目がガルル、バルズト、エリフと短期間に代替わりしている。ガルルはアタルの秘薬を飲んで消滅する。バルズトはエリフと頭目の座を争い敗れる。エリフは紅玉粉砕に巻き込まれて絶命。
一般的にはレン人と呼ばれており、角族というのはラムレイ独自の呼称。彼らと関わりの深いムーンビーストについて、本作では登場せず言及もない。
夜鬼
主要な敵勢力その2。邪神群によって飼い慣らされ、偵察団として働く。知能は低いが厄介なやつら。
のっぺらぼうの飛行生物。オリアブ島ングラネク山に棲息する。ほかラムレイの独自設定に則る。
ほかにもドリームランドには多様な生物種が棲息している。
＜光を超ゆるもの＞
ルビーに封印されている。「盲目でありながらすべてを見るもの」「肢をもたぬにもかかわらず洪水のごとく疾駆するもの」「不定形の巨塊のなかに散在するおぞましい口吻の群れ」などと表現される。
三位一体の怪物
宙に浮く怪物、そいつの背に乗る怪物、地表を走る怪物の3匹が共生している。
- 翔ぶもの - 蝙蝠と芋虫の混成のような生物。視力をもたず、「騎るもの」の精神波で操られている。
- 騎るもの - 鋭い鉤爪の触腕をもつ。
- 走るもの - 三本肢。中央の太い1本を主力に、脇の2本がバネとして支える。恐ろしい顔をもつ。タイタスの1.5倍の上背がある。

檻番の巨人
元人間。邪神群の秘密を知り、彼らに仕える神官となった。神々の力を自分のために使おうとしたことで彼らを怒らせ、目覚めの世界では破滅させられ、夢世界で奴隷兵士にされた。強大な力を与えられたが、意志を奪われている。夜鬼たちを操ることができる。
ナイアルラトホテップ
本作においては「暗黒のファラオ」の化身体で登場する。この姿はかつてランドルフ・カーターと対決したときのものでもある。
旧支配者たちに仕える使者。および邪神たちのテレパシーの力。大いなるクトゥルーの悪夢を伝播させる役を担う邪神。
CCDの邪神には、実体をもつものらと、象徴的存在とがいる。ナイアルラトホテップは後者だが、夢の国では夢ゆえに実体化する。無数の神々の集合体であり、逆に、1000の仮面とはこいつを構成する邪神集団のことである。作中で列挙された顔ぶれは、クトゥルー、ヨグ‐ソトース、イタカ、シャッド‐メル、クトゥグア、ハスター、イブ‐ツトゥル、イグ、ズハール、チャウグナル‐ファウグンなど。
クトゥルー
ルルイエの王。悪夢の力で夢の侵略を目論む。

## 収録
- 創元推理文庫『タイタス・クロウ・サーガ 幻夢の時計』ブライアン・ラムレイ、夏来健次訳

## 関連作品
- 未知なるカダスを夢に求めて
- ド・マリニーの掛け時計